# (525815) 2005 SD278
2005 SD278 ist ein großes transneptunisches Objekt, das bahndynamisch als Scattered Disk Object (SDO) eingestuft wird. Aufgrund seiner Größe gehört der Asteroid zu den Zwergplanetenkandidaten.

## Entdeckung
2005 SD278 wurde am 25. September 2005 von einem Astronomenteam, bestehend aus Andrew Becker, Andrew Puckett und Jeremy Martin Kubica mit dem 2,5-m-Ritchey-Chretien-Teleskop am Apache-Point-Observatorium (New Mexico) entdeckt. Die Entdeckung wurde am 31. August 2006 zusammen mit den TNO 2005 RP43, 2005 RQ43, 2005 RR43, 2005 RS43, 2005 SC278 und 2005 SE278 bekanntgegeben.
Nach seiner Entdeckung ließ sich 2005 SD278 auf Fotos, die im Rahmen des Sloan-Digital-Sky-Survey-Programmes (SDSS) ebenfalls am Apache-Point-Observatorium gemacht wurden, bis zum 22. September 2004 zurückgehend identifizieren und so seinen Beobachtungszeitraum um ein Jahr verlängern, um so seine Umlaufbahn genauer zu berechnen. Seither wurde der Planetoid durch verschiedene erdbasierte Teleskope beobachtet. Im März 2019 lagen insgesamt 103 Beobachtungen über einen Zeitraum von 15 Jahren vor. Die bisher letzte Beobachtung wurde im Februar 2019 am Las-Campanas-Observatorium (Chile) durchgeführt. (Stand 26. März 2019)

## Eigenschaften

### Umlaufbahn
2005 SD278 umkreist die Sonne in 409,93 Jahren auf einer elliptischen Umlaufbahn zwischen 39,76 AE und 70,60 AE Abstand zu deren Zentrum. Die Bahnexzentrizität beträgt 0,297, die Bahn ist 17,85° gegenüber der Ekliptik geneigt. Derzeit ist der Planetoid 43,40 AE von der Sonne entfernt. Das Perihel durchlief er das letzte Mal 1985, der nächste Periheldurchlauf dürfte also im Jahre 2395 erfolgen.
Sowohl Marc Buie (DES) als auch das Minor Planet Center (MPC) klassifizieren den Planetoiden als SDO; letzteres führt ihn allgemein auch als «Distant Object». Der Planetoid wurde vom MPC 2010 noch als Resonantes KBO (RKBO) mit einer 2:5-Resonanz mit Neptun klassifiziert.

### Größe
Derzeit wird von einem Durchmesser von 316 km ausgegangen, basierend auf einem Rückstrahlvermögen von 4 % und einer absoluten Helligkeit von 6,6 m. Ausgehend von diesem Durchmesser ergibt sich eine Gesamtoberfläche von etwa 314.000 km². Die scheinbare Helligkeit von 2005 SD278 beträgt 22,97 m.
Da es denkbar ist, dass sich 2005 SD278 aufgrund seiner Größe im hydrostatischen Gleichgewicht befindet und somit weitgehend rund sein könnte, erfüllt er möglicherweise die Kriterien für eine Einstufung als Zwergplanet. Mike Brown geht davon aus, dass es sich bei 2005 SD278 um vielleicht einen Zwergplaneten handelt.
2005 SD278 scheint eine bläuliche (neutrale) Färbung aufzuweisen, weswegen die Albedo als vergleichsweise tief angenommen wird.
| Jahr                                         | Abmessungen km | Quelle   |
| -------------------------------------------- | -------------- | -------- |
| 2018                                         | 243,0          | Johnston |
| 2018                                         | 316,0          | Brown    |
| Die präziseste Bestimmung ist fett markiert. |                |          |